# Brian Laudrup
Pour les articles homonymes, voir Laudrup.
Brian Laudrup est un footballeur international danois né le 22 février 1969. Il a joué en tant qu'attaquant dans de grands clubs européens, notamment le Bayern Munich et les Glasgow Rangers. Il a remporté le Championnat d'Europe de football 1992 avec l'équipe du Danemark.
Son frère aîné Michael a également eu une brillante carrière de footballeur professionnel, tandis que son père Finn Laudrup était lui aussi un international danois.
Le 7 septembre 2010, Brian Laudrup annonce être atteint d'un cancer lymphatique.
Le 15 septembre 2020, il annonce via son instagram, qu’il a enfin battu son cancer. 

## Biographie

### Carrière en club
Repéré dans les rangs du Brøndby IF, Brian se rend en Allemagne où ses prestations sous les maillots du Bayer Uerdingen et du Bayern Munich attirent l'œil des clubs italiens. Mais ses deux saisons en Italie sont cauchemardesques : la Fiorentina sera reléguée et l'année suivante il est abonné au banc de touche du Milan AC. 
Brian tente alors sa chance en Écosse avec les Glasgow Rangers. Recruté par Walter Smith pour 2,3 millions £, il remporte plusieurs fois le championnat d'Écosse aux côtés, notamment, de Paul Gascoigne. Il est considéré à Glasgow comme le meilleur joueur non-britannique à avoir joué avec les Rangers.
En 2000, une blessure le contraint à mettre un terme à sa carrière de joueur alors qu'il évolue à l'Ajax Amsterdam.
Il joue au total 380 matches en club et marque 103 buts (dont 20 buts avec les Glasgow Rangers lors de la saison 1996-1997).
Brian Laudrup est désigné comme le meilleur joueur danois en 1989, 1992, 1995 et 1997, ce qui constitue un record.

### Carrière en équipe nationale
Brian commence sa carrière internationale le 18 novembre 1987 lors d'une défaite 1-0 face à l'Allemagne de l'Ouest.
Il remporte le championnat d'Europe des nations 1992 et la Coupe des confédérations en 1995 avec l'équipe du Danemark. La victoire lors du championnat d'Europe des nations 1992 est probablement l'une des plus grandes surprises du football international puisque les Danois, deuxièmes de leur groupe de qualification derrière la Yougoslavie, bénéficient de l'exclusion de cette dernière de toute compétition sportive à cause de la guerre civile pour récupérer leur place. De plus, ils arrivent chez le voisin suédois sans aucune préparation.
Il participe également au Championnat d'Europe des nations en 1996, et à la Coupe du monde en 1998 lors de laquelle il joue cinq matches et marque deux buts. C'est à la suite de cette compétition qu'il arrête sa carrière nationale, marquant un but lors de son dernier match (quart de finale perdu 2-3 face au Brésil).

### Après sa carrière

#### Télévision
Après la fin de sa carrière de joueur, Brian devient en 2001 consultant pour les chaines de télévision danoises Discovery Networks et TV3+, ces dernières couvrent le championnat d'Angleterre, la sélection du Danemark et la Ligue des champions.

#### Laudrup & Høgh
En 2004, il fonde avec son ami et ancien coéquipier en sélection Lars Høgh les Laudrup & Høgh Procamps. Ce sont des camps d'été destinés aux adolescents (12-14 ans et 16-17 ans) victimes de difficultés scolaires et/ou de marginalisation, leur but est de permettre à ces jeunes de s'épanouir grâce au football. En plus des deux anciens internationaux danois, des psychologues interviennent également dans ces structures, qui sont en 2006 au nombre de trois au Danemark,.

#### Maladie
En septembre 2010, alors qu'il est âgé de 41 ans, Brian annonce qu'il est atteint d'un cancer lymphatique. Le joueur ne se montre alors absolument pas alarmiste et déclare : « C'est un combat que je vais gagner. C'est une forme légère de cancer, diagnostiquée à temps, je continuerai mon travail de commentateur. ».
Après six années de traitement, il annonce le 15 septembre 2020 sur son compte Instagram être totalement guéri de son cancer.

## Clubs successifs
| Saison    | Club            | Pays       |
| --------- | --------------- | ---------- |
| 1986-1989 | Brøndby IF      | Danemark   |
| 1989-1990 | Bayer Uerdingen | Allemagne  |
| 1990-1992 | Bayern Munich   | Allemagne  |
| 1992-1993 | ACF Fiorentina  | Italie     |
| 1993-1994 | Milan AC        | Italie     |
| 1994-1998 | Glasgow Rangers | Écosse     |
| 1998-1998 | Chelsea         | Angleterre |
| 1998-1999 | FC Copenhague   | Danemark   |
| 1999-2000 | Ajax Amsterdam  | Pays-Bas   |

## Statistiques

### Générales par saison
| Saison                | Club                  | Championnat               | Championnat | Championnat | Coupe nationale | Coupe nationale | Coupe de la Ligue | Coupe de la Ligue | Compétition(s) continentale(s) | Compétition(s) continentale(s) | Compétition(s) continentale(s) | Supercoupe nationale | Supercoupe nationale | Total | Total |
| Saison                | Club                  | Division                  | M.          | B.          | M.              | B.              | M.                | B.                | Comp.                          | M.                             | B.                             | M.                   | B.                   | M.    | B.    |
| 1986                  | Brøndby IF            | Division 1                | 2           | 0           | -               | -               | -                 | -                 | -                              | -                              | -                              | -                    | -                    | 2     | 0     |
| 1987                  | Brøndby IF            | Division 1                | 24          | 11          | -               | -               | -                 | -                 | C3                             | 4                              | 0                              | -                    | -                    | 28    | 11    |
| 1988                  | Brøndby IF            | Division 1                | 12          | 0           | -               | -               | -                 | -                 | -                              | -                              | -                              | -                    | -                    | 12    | 0     |
| 1989                  | Brøndby IF            | Division 1                | 11          | 2           | -               | -               | -                 | -                 | -                              | -                              | -                              | -                    | -                    | 11    | 2     |
| 1989-1990             | KFC Uerdingen 05      | Bundesliga                | 34          | 6           | 1               | 0               | -                 | -                 | -                              | -                              | -                              | -                    | -                    | 35    | 6     |
| 1990-1991             | Bayern Munich         | Bundesliga                | 33          | 9           | 1               | 0               | -                 | -                 | C1                             | 7                              | 0                              | 1                    | 0                    | 42    | 9     |
| 1991-1992             | Bayern Munich         | Bundesliga                | 20          | 2           | 1               | 0               | -                 | -                 | -                              | -                              | -                              | -                    | -                    | 21    | 2     |
| 1992-1993             | ACF Fiorentina        | Serie A                   | 31          | 5           | 4               | 1               | -                 | -                 | -                              | -                              | -                              | -                    | -                    | 35    | 6     |
| 1993-1994             | Milan AC              | Serie A                   | 9           | 1           | 2               | 0               | -                 | -                 | C1                             | 7                              | 1                              | -                    | -                    | 18    | 2     |
| 1994-1995             | Glasgow Rangers       | Scottish Premier Division | 33          | 10          | 2               | 2               | 1                 | 1                 | C1                             | 2                              | 0                              | -                    | -                    | 38    | 13    |
| 1995-1996             | Glasgow Rangers       | Scottish Premier Division | 22          | 2           | 5               | 3               | 1                 | 0                 | C1                             | 5                              | 1                              | -                    | -                    | 33    | 6     |
| 1996-1997             | Glasgow Rangers       | Scottish Premier Division | 33          | 16          | 2               | 0               | 2                 | 2                 | C1                             | 6                              | 2                              | -                    | -                    | 43    | 20    |
| 1997-1998             | Glasgow Rangers       | Scottish Premier Division | 28          | 5           | 4               | 0               | 0                 | 0                 | C1                             | 4                              | 0                              | -                    | -                    | 36    | 5     |
| 1998-1999             | Chelsea FC            | Premier League            | 7           | 0           | 0               | 0               | 0                 | 0                 | C2+SCE                         | 3+1                            | 1+0                            | -                    | -                    | 11    | 1     |
| 1998-1999             | FC Copenhaghe         | Division 1                | 12          | 2           | 0               | 0               | -                 | -                 | -                              | -                              | -                              | -                    | -                    | 12    | 2     |
| 1999-2000             | Ajax Amsterdam        | Eredivisie                | 31          | 13          | 1               | 0               | -                 | -                 | C3                             | 5                              | 2                              | 1                    | 0                    | 38    | 15    |
| Total sur la carrière | Total sur la carrière | Total sur la carrière     | 342         | 84          | 23              | 6               | 4                 | 3                 | -                              | 44                             | 7                              | 2                    | 0                    | 415   | 100   |

## Palmarès

### En club
Brøndby IF :
- Champion du Danemark en 1987 et en 1988
- Vainqueur de la Coupe du Danemark en 1989

 Bayern Munich :
- Vainqueur de la Supercoupe d'Allemagne en 1990

 Milan AC :
- Champion d'Italie en 1994
- Vainqueur de la Ligue des champions en 1994 (ne joue pas la finale)

 Glasgow Rangers :
- Champion d'Écosse en 1995, en 1996 et en 1997
- Vainqueur de la Coupe d'Écosse en 1996
- Vainqueur de la Coupe de la Ligue écossaise en 1997

 Chelsea FC :
- Vainqueur de la Supercoupe d'Europe en 1998

### En équipe du Danemark
- 82 sélections et 21 buts entre 1987 et 1998
- Champion d'Europe des nations en 1992
- Vainqueur de la Coupe des confédérations en 1995
- Participation au Championnat d'Europe des nations en 1992 (vainqueur) et en 1996 (premier tour)
- Participation à la Coupe du Monde en 1998 (1/4 de finaliste)

### Distinctions individuelles
- Élu meilleur joueur danois de l'année en 1989, en 1992, en 1995 et en 1997
- Élu meilleur footballeur de l'année de la Scottish First Division SFWA en 1995 et en 1997
- Élu meilleur footballeur de l'année la Scottish First Division PFA en 1995
- Élu meilleur joueur de la Coupe des confédérations en 1995
- Membre de l'équipe-type de la saison de Bundesliga en 1990 par Kicker Sportmagazin
- Membre de l'équipe-type du Championnat d'Europe des nations en 1992
- Membre de l'équipe-type de la Coupe du monde en 1998
- Membre du Scottish Football Hall of Fame depuis 2006 (premier joueur non-écossais à y figurer avec Henrik Larsson)
- Nommé au FIFA 100 en 2004
- Membre du Glasgow Rangers Hall of Fame
- Membre du Hall of Fame du Danemark
- Classé 5e meilleur footballeur de l'année FIFA en 1992
- Classé 6e au Ballon d'or France Football en 1992
- Classé 23e au Ballon d'or France Football en 1998
- Classé 28e au Ballon d'or France Football en 1996